# Siegfried Kühn
Pour les articles homonymes, voir Kühn.
Siegfried Kühn, né le 14 mars 1935 à Breslau (Reich allemand, actuellement Wrocław en Pologne), est un réalisateur et scénariste allemand et est-allemand.

## Filmographie partielle

### Au cinéma
En tant que réalisateur :
- 1966 : Ils ne passeront pas (Они не пройдут, Oni ne proidut)
- 1970 : Im Spannungsfeld (de)
- 1971 : Le Temps des cigognes
- 1973 : Das rote Plakat
- 1973 : Das zweite Leben des Friedrich Wilhelm Georg Platow (de)
- 1974 : Les Affinités électives
- 1977 : Unterwegs nach Atlantis (de)
- 1980 : Don Juan – Karl-Liebknecht-Str. 78 (de)
- 1984 : Romeo und Julia auf dem Dorfe (de) (d'après Gottfried Keller)
- 1985 : Der Traum vom Elch (de) (d'après Herbert Otto)
- 1987 : Kindheit (de)
- 1988 : La Comédienne
- 1991 : Heute sterben immer nur die anderen (de)
- 1992 : Die Lügnerin (de)

En tant qu'acteur :
- 1979 : Addio, piccola mia